# Naprepa elongata
Naprepa elongata is een vlinder uit de familie van de echte spinners (Bombycidae). De wetenschappelijke naam van de soort is voor het eerst geldig gepubliceerd in 1901 door William Schaus.